# Мортарија (Торино)
Мортарија је насеље у Италији у округу Торино, региону Пијемонт.
Према процени из 2011. у насељу је живело 6 становника. Насеље се налази на надморској висини од 1070 м.